# Кохаль Володимир Володимирович
Володи́мир Володи́мирович Кохаль (17 квітня 1941, Тирасполь — 20 жовтня 2019, Київ) — український живописець, заслужений художник УРСР — 1985, член Національної спілки художників України з 1974 року.

## Життєпис
1971 року закінчив Київський державний художній інститут — по класу В. Шаталіна та О. Басанця.
В кінці 1990-х років — заступник голови Київської організації НСХУ.
Його відомі полотна:
- «На Полтавщині»,
- «Урожай»,
- «Степом, степом…»,
- «До свята» — 1973,
- «Балада про знамено» — 1978,
- «Г. Книшов» — 1981,
- «На безіменній висоті» — 1985,
- «Смута» — 1992,
- «Зустріч Ярослава Мудрого із братом» — 2008,
- «Гопак» — 2010.

Його дочка, Кохаль Наталія Володимирівна — також художниця.